# Samsung Galaxy S II
A Samsung Galaxy S II (más néven: Samsung Galaxy GT-I9100)  egy androidos mobiltelefon (okostelefon), amelyet a Samsung 2011 januárjában jelentett be. Az Android 2.3.3-as verzióját tartalmazza, de az Android 4.0 és a 4.1.2 is elérhető volt rá. Forgalmazását a világpremierrel egyidőben a T-Mobile 2011 májusában kezdte meg először. A telefon 1,2 GHz-es Dual Core processzorral, 16 GB belső memóriával, 4,3 hüvelykes, 480×800 pixeles Super AMOLED Plus kijelzővel, kapacitív érintőkijelzővel, 8 megapixeles kamerával, továbbá egy előre néző 2 megapixeles kamerával rendelkezik. Ezen túlmenően a Samsung Galaxy S2 az egyik első olyan telefon, ami Bluetooth 3.0-t és/vagy DivX HD-t kínál 8,5  mm-es vastagság mellett. Az egyik első olyan készülék, amely Mobile High-definition Link (MHL) támogatással rendelkezett, amivel közvetlenül 1080p kimeneten lehetett töltés közben HDMI készülékhez csatlakoztatni.
A készülék megkapta az USB On-The-Go (USB OTG) támogatást is.
A Samsung már az értékesítés második hónapjában több mint 3 000 000 darabot adott el ebből az okostelefonból, úgy, hogy az Egyesült Államokban akkor még nem is forgalmazták. Az értékesítések megkezdését követő harmadik hónap végére elérte a 6 000 000 eladott darabszámot.

## Piaci bevezetés és fogadtatás
A Samsung az új készülékét 2011 májusában 120 ország 140 szolgáltatójánál egy időben kezdte el árusítani. Az akkori mobiltelefonpiac legerősebb hardverével felszerelt készüléke hamar nagy érdeklődésre tett szert.
A magyar T-Mobilenál a készülék előrendelésére volt lehetőség, de a nagy érdeklődés miatt az értékesítés és a kiszállítás is akadozott.
2011 júliusára hatmillió készülék fogyott el, úgy, hogy a Galaxy S2 amerikai árusítását csak 2011 augusztusában kezdték el.

## Processzorok

### Exynos 4210
A Samsung Galaxy S II-t jelenleg Dual Core 1,2 GHz-es Exynos SoC-val (system-on-a-chip) szerelik, mely az ARM Mali-400 MP GPU-ját használja.

### Nvidia Tegra 2
Kapható nVidia Tegra 2 SoC-s változat is, mely GT-I9103 kódjelzés alatt vezettek be a piacra. Az SoC-n kívül a legnagyobb eltérés az I9100 és I9103 között, hogy még az előbbi a Samsung saját fejlesztésű Super AMOLED Plus kijelzőjét kapta, addig az utóbbiban Samsung–Sony közös fejlesztésű Super Clear LCD kijelző található.

## Memória
A készülékben 1 GB RAM (Samung DDR2) és 16 GB belső tárhely kapott helyet. A tárhely microSD-vel akár további 64 GB-tal is bővíthető.

## Képernyő
A Samsung Galaxy S II 4,27 hüvelykes, Gorilla Glass (egy speciális repedés- és karcolásmentes anyag) borított Super AMOLED Plus WVGA érintőképernyővel rendelkezik.

## ROM-verziók
A gyártó a készüléket Android Gingerbread 2.3.3-as verzióval dobta piacra, de 2 hónappal később már elérhető volt rá a 2.3.4-es béta verzió is, amit a félhivatalos Samfirmware oldalról lehetett elérni.

### Gyári ROM-ok

#### Hivatalos frissítések
A hazai szolgáltatóknál az elején a készülékek többsége XXKE2-es ROM-mal kerültek forgalomba.
Egy ideig hivatalosan csak egy még 2.3.3-as Android-verziójú, XWKE7-es kódjelzésű ROM-ot adott ki a gyártó. Ez hivatalosan a gyár által ajánlott KIES-en keresztül frissíthető verzió.
2012. március 12-én a Samsung hivatalosan kiadta a Android 4.0.3 – becenevén Ice Cream Sandwich (ICS) – operációsrendszer-frissítést, XXLPQ kódjelzéssel. A frissítést elsőként megkapó országok között Magyarország is szerepelt.

#### Béta ROM-ok
Szintén 2.3.3-as androidos gyári béta ROM-ok: XWKF1, XXKF2, XWKF3.
A még béta állapotban lévő[mikor?] gyári ROM-ok közül a 2.3.4-es androidosak a XXKG1, XXKG2 és XXKG3-as kódjelzésűek voltak.

## Előre telepített alkalmazások
- Beépített böngésző
- Google Maps térkép
- E-mail-kliens
- Google Play
- Social Hub
- Music Hub
- Readers Hub
- Game Hub
- Kies Air
- Google Csevegő
- Navigáció
- Fénykép- és videókészítő
- Számológép
- Samsung Apps
- FM rádió
- Polaris Office
- Mininapló
- Jegyzet
- IM
- AllShare
- Gmail

## Médiatámogatás
A Galaxy S2 számos audiofájl-formátumot támogat, köztük két veszteség nélküli audiokodeket, videokodekeket és videóformátumokat:
Videokodekek:
- MPEG-4
- H.264
- H.263
- Sorenson codec
- DivX HD/XviD
- VC-1

Videóformátumok:
- 3GP (MPEG-4)
- WMV (Advanced Systems Format)
- AVI (divx)
- MKV
- FLV

Audió:
- FLAC
- WAV
- Vorbis
- MP3
- AAC
- AAC+
- eAAC+
- WMA
- AMR-NB
- AMR-WB
- MID
- AC3
- XMF

## Tartozékok
A készüléket akkumulátorral, töltővel, microUSB kábellel és gyári vezetékes HeadSettel hozták forgalomba; MHL kábel (HDMI összeköttetésre) és USB OTG adapter (USB eszközök csatlakoztatásához, pl.: egér, pendrive) külön volt vásárolható.

## Külső hivatkozások
- Samsung Galaxy S II – Samsung.com
- mobilarena.hu
- corninggorillaglass.com Archiválva 2011. július 21-i dátummal a Wayback Machine-ben
- samfirmware.com
- Jól fogy a Samsung Galaxy S2 – Android.rook.hu, 2011. július 5.